# Gunnar Gren
Gunnar Gren (Gårda, Göteborg, Švedska, 31. listopada 1920. – Göteborg, 10. studenog 1991.) je švedski nogometaš i trener. 

## Igračka karijera

### Švedska
Gren je započeo karijeru u Gårda BK 1937. godine, nakon toga igra od 1941. do 1949. za IFK Göteborg. 

### Italija
Gren je prešao u talijanski A.C. Milan 1949. godine. Za Milan je igrao četiri, odigrao je 133 utakmice i postigao 38 pogodaka. Od 1953. do 1955. igra za Fiorentinu. Nakon što je napustio Fiorentinu,  igrao je za Genovu. 
Za švedsku nogometnu reprezentaciju odigrao je 33 utakmice i postigao 43 utakmice. Na Olimpijskim igrama u Londonu 1948. osvojio je zlatnu medalju.
Gunnar Gren zajedno s Gunnarom Nordahlom i Nilsom Liedholm čine trio Gre-No-Li.

## Trenerska karijera
Kratko je 1952. godine bio trener Milana. Zatim trenira švedske klubove Örgryte IS i IFK Göteborg. Ukupno je trenirao jedanaest klubova od 1952. do 1976. godine.

## Vanjske poveznice
- Profil
- Detalji karijere - od strane Roberta Mamruda, RSSSF